# League Cup 1988/89
Der League Cup 1988/89 war die 29. Austragung des seit 1960 existierenden englischen League Cup.
Der Wettbewerb startete am 29. August 1988 mit der Ersten Runde und endete am 9. April 1989 mit dem Finale in Wembley. Der Titel ging an Nottingham Forest, die den Titelverteidiger Luton Town im Finale mit 3:1 bezwangen. Nottingham gewann den Ligapokal damit zum dritten Mal nach 1978 und 1979.

## Erste Runde
|                         | Gesamt |                        | Hinspiel | Rückspiel |
| ----------------------- | ------ | ---------------------- | -------- | --------- |
| Bolton Wanderers        |        | Chester City           | 1:0      | 1:3       |
| AFC Bournemouth         |        | Bristol Rovers         | 1:0      | 0:0       |
| Bristol City            |        | Exeter City            | 1:0      | 1:0       |
| FC Bury                 |        | FC Wrexham             | 2:1      | 2:2 n. V. |
| Cambridge United        |        | FC Gillingham          | 1:2      | 1:3       |
| Cardiff City            |        | Swansea City           | 0:1      | 2:0       |
| Carlisle United         |        | FC Blackpool           | 1:1      | 0:3       |
| Colchester United       |        | Northampton Town       | 0:0      | 0:5       |
| Crewe Alexandra         |        | Lincoln City F.C.      | 1:1      | 1:2       |
| Doncaster Rovers        |        | FC Darlington          | 1:1      | 0:2       |
| FC Fulham               |        | FC Brentford           | 2:2      | 0:1 n. V. |
| Grimsby Town            |        | Rotherham United       | 0:1      | 0:1       |
| Hartlepool United       |        | Sheffield United       | 2:2      | 0:2 n. V. |
| Hereford United         |        | Plymouth Argyle        | 0:3      | 2:3       |
| Leyton Orient           |        | Aldershot Town         | 2:0      | 0:0       |
| Notts County            |        | Mansfield Town         | 5:0      | 0:2       |
| FC Port Vale            |        | FC Chesterfield        | 3:2      | 1:1       |
| AFC Rochdale            |        | FC Burnley             | 3:3      | 1:2       |
| FC Scarborough          |        | Halifax Town           | 1:1      | 2:2 n. V. |
| Scunthorpe United       |        | Huddersfield Town      | 3:2      | 2:2 n. V. |
| Shrewsbury Town         |        | FC Walsall             | 2:2      | 0:3       |
| Southend United         |        | Brighton & Hove Albion | 2:0      | 1:0       |
| Stockport County        |        | Tranmere Rovers        | 0:1      | 1:1       |
| Torquay United          |        | FC Reading             | 0:1      | 1:3       |
| West Bromwich Albion    |        | Peterborough United    | 0:3      | 2:0       |
| Wigan Athletic          |        | Preston North End      | 0:0      | 0:1       |
| Wolverhampton Wanderers |        | Birmingham City        | 3:2      | 0:1 n. V. |
| York City               |        | FC Sunderland          | 0:0      | 0:4       |

## Zweite Runde
|                     | Gesamt      |                     | Hinspiel | Rückspiel |
| ------------------- | ----------- | ------------------- | -------- | --------- |
| FC Barnsley         |             | FC Wimbledon        | 0:2      | 1:0       |
| Birmingham City     |             | Aston Villa         | 0:2      | 0:5       |
| Blackburn Rovers    |             | FC Brentford        | 3:1      | 3:4       |
| FC Blackpool        |             | Sheffield Wednesday | 2:0      | 1:3 n. V. |
| AFC Bournemouth     |             | Coventry City       | 0:4      | 1:3       |
| FC Darlington       |             | Oldham Athletic     | 2:0      | 0:4 n. V. |
| Derby County        |             | Southend United     | 1:0      | 2:1       |
| FC Everton          |             | FC Bury             | 3:0      | 2:2       |
| Hull City           |             | FC Arsenal          | 1:2      | 0:3       |
| Leicester City      |             | FC Watford          | 4:1      | 2:2       |
| Leyton Orient       | (3:2 i. E.) | Stoke City          | 1:2      | 2:1       |
| Lincoln City F.C.   |             | FC Southampton      | 1:1      | 1:3       |
| FC Liverpool        |             | FC Walsall          | 1:0      | 3:1       |
| Luton Town          |             | FC Burnley          | 1:1      | 1:0       |
| Manchester City     |             | Plymouth Argyle     | 1:0      | 6:3       |
| FC Middlesbrough    |             | Tranmere Rovers     | 0:0      | 0:1       |
| FC Millwall         |             | FC Gillingham       | 3:0      | 3:1       |
| Northampton Town    |             | Charlton Athletic   | 1:1      | 1:2       |
| Norwich City        |             | Preston North End   | 2:0      | 3:0       |
| Nottingham Forest   |             | Chester City        | 6:0      | 4:0       |
| Notts County        |             | Tottenham Hotspur   | 1:1      | 1:2       |
| Oxford United       |             | Bristol City        | 2:4      | 0:2       |
| Peterborough United |             | Leeds United        | 1:2      | 1:3       |
| FC Portsmouth       |             | FC Scarborough      | 2:2      | 1:3       |
| FC Port Vale        |             | Ipswich Town        | 1:0      | 0:3       |
| Queens Park Rangers |             | Cardiff City        | 3:0      | 4:1       |
| FC Reading          |             | Bradford City       | 1:1      | 1:2 n. V. |
| Rotherham United    |             | Manchester United   | 0:1      | 0:5       |
| Scunthorpe United   |             | FC Chelsea          | 4:1      | 2:2       |
| Sheffield United    |             | Newcastle United    | 3:0      | 0:2       |
| FC Sunderland       |             | West Ham United     | 0:3      | 1:2       |
| Swindon Town        |             | Crystal Palace      | 1:2      | 0:2       |

## Dritte Runde
|                     | Ergebnis |                   |
| ------------------- | -------- | ----------------- |
| Aston Villa         | 3:1      | FC Millwall       |
| Bradford City       | 1:1      | Scunthorpe United |
| Bristol City        | 4:1      | Crystal Palace    |
| FC Everton          | 1:1      | Oldham Athletic   |
| Ipswich Town        | 2:0      | Leyton Orient     |
| Leeds United        | 0:2      | Luton Town        |
| Leicester City      | 2:0      | Norwich City      |
| FC Liverpool        | 1:1      | FC Arsenal        |
| Manchester City     | 4:2      | Sheffield United  |
| Nottingham Forest   | 3:2      | Coventry City     |
| Queens Park Rangers | 2:1      | Charlton Athletic |
| FC Scarborough      | 2:2      | FC Southampton    |
| Tottenham Hotspur   | 0:0      | Blackburn Rovers  |
| Tranmere Rovers     | 1:0      | FC Blackpool      |
| West Ham United     | 5:0      | Derby County      |
| FC Wimbledon        | 2:1      | Manchester United |

### Wiederholungsspiele
|                   | Ergebnis  |                   |
| ----------------- | --------- | ----------------- |
| Scunthorpe United | 0:1       | Bradford City     |
| Oldham Athletic   | 0:2       | FC Everton        |
| FC Arsenal        | 0:0 n. V. | FC Liverpool      |
| FC Southampton    | 1:0       | FC Scarborough    |
| Blackburn Rovers  | 1:2 n. V. | Tottenham Hotspur |

### 2. Wiederholungsspiel
|              | Ergebnis |            |
| ------------ | -------- | ---------- |
| FC Liverpool | 2:1      | FC Arsenal |

## Vierte Runde
|                     | Ergebnis |                   |
| ------------------- | -------- | ----------------- |
| Aston Villa         | 6:2      | Ipswich Town      |
| Bradford City       | 3:1      | FC Everton        |
| Bristol City        | 1:0      | Tranmere Rovers   |
| Leicester City      | 0:0      | Nottingham Forest |
| Luton Town          | 3:1      | Manchester City   |
| Queens Park Rangers | 0:0      | FC Wimbledon      |
| FC Southampton      | 2:1      | Tottenham Hotspur |
| West Ham United     | 4:1      | FC Liverpool      |

### Wiederholungsspiele
|                   | Ergebnis |                     |
| ----------------- | -------- | ------------------- |
| Nottingham Forest | 2:1      | Leicester City      |
| FC Wimbledon      | 0:1      | Queens Park Rangers |

## Fünfte Runde
|                   | Ergebnis |                     |
| ----------------- | -------- | ------------------- |
| Bradford City     | 0:1      | Bristol City        |
| Luton Town        | 1:1      | FC Southampton      |
| Nottingham Forest | 5:2      | Queens Park Rangers |
| West Ham United   | 2:1      | Aston Villa         |

### Wiederholungsspiel
|                | Ergebnis  |            |
| -------------- | --------- | ---------- |
| FC Southampton | 1:2 n. V. | Luton Town |

## Halbfinale
|                   | Gesamt |              | Hinspiel | Rückspiel |
| ----------------- | ------ | ------------ | -------- | --------- |
| Nottingham Forest | 2:1    | Bristol City | 1:1      | 1:0 n.V   |
| West Ham United   | 0:5    | Luton Town   | 0:3      | 0:2       |

## Finale
| Nottingham Forest                          | Nottingham Forest | Luton Town | Luton Town |
| ------------------------------------------ | --- | --- | ---------- |
| Nottingham Forest                          | \| Sonntag, 9. April 1989 in London (Wembley) \| \| Ergebnis: 3:1 (0:1) \| \| Zuschauer: 76.130 \| \| Schiedsrichter: Roger Milford \|                                         | \| Sonntag, 9. April 1989 in London (Wembley) \| \| Ergebnis: 3:1 (0:1) \| \| Zuschauer: 76.130 \| \| Schiedsrichter: Roger Milford \|                                                                     | Luton Town |
| Nottingham Forest                          | Steve Sutton – Brian Laws, Stuart Pearce , Des Walker, Terry Wilson – Steve Hodge, Tommy Gaynor, Neil Webb, Garry Parker – Nigel Clough, Lee Chapman Cheftrainer: Brian Clough | Les Sealey – Tim Breacker, Ashley Grimes (45. Darron McDonough), Dave Beaumont, Steve Foster – David Preece, Ricky Hill, Danny Wilson, Kingsley Black – Roy Wegerle, Mick Harford Cheftrainer: Ray Harford | Luton Town |
| Nottingham Forest                          | 1:1 Nigel Clough (54., Foulelfmeter) 2:1 Neil Webb (68.) 3:1 Nigel Clough (76.)                                                                                                | 0:1 Mick Harford (35.) | Luton Town |
| Sonntag, 9. April 1989 in London (Wembley) | | |            |
| Ergebnis: 3:1 (0:1)                        | | |            |
| Zuschauer: 76.130                          | | |            |
| Schiedsrichter: Roger Milford              | | |            |